# Digital Millennium Copyright Act
Il Digital Millennium Copyright Act (DMCA) è una legge degli Stati Uniti d'America sul copyright che implementa i due trattati del 1996 dell'Organizzazione Mondiale per la Proprietà Intellettuale. Il DMCA rende illegali la produzione e la divulgazione di tecnologie, strumenti o servizi che possano essere usati per aggirare le misure di accesso ai lavori protetti dal copyright (anche conosciuti come DRM) ed inoltre criminalizza l'elusione di un dispositivo di controllo d'accesso, anche quando non vi sia un'effettiva violazione del diritto d'autore. Prevede altresì un inasprimento delle pene per la violazione del copyright su Internet.
Approvato l'8 ottobre 1998 con voto unanime del Senato degli Stati Uniti e controfirmato dal Presidente Bill Clinton il 28 ottobre 1998, il DMCA costituisce un emendamento del titolo 17 dello U.S. Code con il fine di estendere la portata del copyright, limitando la responsabilità dei provider relativamente alla violazione del copyright da parte dei loro utenti.
Il 22 maggio 2001 l'Unione europea ha approvato la direttiva europea sul copyright per molti versi simile al DMCA.

## Disposizioni

### Parte I: WIPO Copyright and Performances and Phonograms Treaties Implementation Act
La prima parte del DMCA riforma la legge sul copyright vigente negli Stati Uniti d'America affinché si conformi al WIPO Copyright Treaty (Trattato WIPO sul Copyright) e al WIPO Performances and Phonograms Treaty (Trattato WIPO sulle Opere Performative e Fonografiche), adottati alla Conferenza Diplomatica WIPO tenutasi nel dicembre del 1996. I trattati comprendono due macro sezioni. Una sezione si occupa delle opere tutelate da specifici trattati nelle leggi USA per la prevenzione della copia.
La seconda sezione è generalmente nota come provvedimento del DMCA contro l'elusione delle leggi sul copyright. Questo provvedimento ha cambiato le modalità con cui i sistemi di prevenzione della violazione del copyright (definiti anche ″misure tecniche di protezione″) evitano di essere raggirati e ha stabilito che tutti i videoregistratori analogici avessero le stesse modalità di prevenzione contro la copia create da Macrovision (ora Rovi Corporation o DVD-Video), che hanno conferito a quest'ultima l'effettivo monopolio sul mercato dei videoregistratori analogici con un sistema anti-copia. Questa parte contiene anche altre limitazioni e clausole, in determinate situazioni, riguardo alla ricerca e all'ingegneria inversa.

### Parte II: Online Copyright Infringement Liability Limitation Act
La seconda parte del DMCA rappresenta una sicurezza per gli online service provider (compresi gli Internet service provider) contro la responsabilità della violazione del copyright, purché questi soddisfino determinate esigenze. Gli ISP devono aderire ed essere conformi ad alcune linee guida sicure prestabilite e impedire l'accesso al materiale che si presume stia infrangendo una legge sul copyright (o rimuoverlo) nel caso in cui ricevessero la notifica di una denuncia di violazione da parte del titolare di un copyright o di un suo rappresentante.

### Parte III: Computer Maintenance Competition Assurance Act
La terza parte del DMCA ha modificato una clausola (diritto) della parte riguardante il copyright in modo tale da permettere ai riparatori dei computer di creare alcune copie temporanee dei file presenti su di essi fino al termine della riparazione.

### Parte IV: Miscellaneous Provisions
La quarta parte del DMCA contiene ulteriori disposizioni:
- Chiarificazioni e aggiunte alle funzioni del Copyright Office.
- Aggiunta di disposizioni sulle copie temporanee per i broadcaster.
- Aggiunta di disposizioni per facilitare l'educazione a distanza.
- Aggiunta di disposizioni legate alla contrattazione collettiva e alla concessione dei diritti dei film.

### Parte V: Vessel Hull Design Protection Act
La quinta parte del DMCA ha aggiunto una sezione dedicata a un tipo di tutela sui generis a favore dei progetti degli scafi delle barche. Questi non erano considerati coperti dalle leggi sul copyright poiché sono oggetti utili la cui forma non può essere distinta dalla loro funzione.

## Critiche

### Effetti sull'innovazione e sulla concorrenza
In almeno un caso giudiziario, il DMCA è stato sfruttato da progetti di software Open source per difendere la conversione di software (i.e. license violations) implicando la rimozione delle notifiche di copyright.

### Riforma e opposizioni
Dopo dieci anni dall'entrata in vigore del DMCA, la Electronic Frontier Foundation ha documentato come esso abbia avuto un certo numero di effetti negativi, in particolare affermando che:
- limita la libertà di parola e la ricerca scientifica, come quando è stato usato contro il programmatore russo Dmitry Sklyarov, il professore di Princeton Edward Felten, e alcuni giornalisti;
- mette in pericolo il fair use;
- impedisce la competitività, come quando è stato usato per bloccare la competizione nel mercato dei toner per stampanti, dei meccanismi d'apertura per le porte dei garage, e per rinforzare i vincoli d'uso per l'iPod;
- interferisce con le leggi che difendono gli utenti dalle intrusioni informatiche.

In tutti questi casi, la EFF rileva come il DMCA sia stato usato non per proteggere il copyright, ma con la funzione strumentale di proteggere gli interessi economici di privati.